# Coryphaenoides profundicolus
Coryphaenoides profundicolus és una espècie de peix de la família dels macrúrids i de l'ordre dels gadiformes.

## Hàbitat
És un peix bentopelàgic i marí d'aigües subtropicals que viu entre 4867-4872 m de fondària.

## Distribució geogràfica
Es troba a la Mar Cantàbrica i a les Illes Canàries.